# Отруба (Карыжский сельсовет)
Отруба — хутор в Глушковском районе Курской области. Входит в состав Карыжского сельсовета.

## География
Хутор находится в 10 км от российско-украинской границы, в 126 км к юго-западу от Курска, в 11 км к северо-западу от районного центра — посёлка городского типа Глушково, в 3 км от центра сельсовета — села Карыж.
Климат
Отруба, как и весь район, расположена в поясе умеренно континентального климата с тёплым летом и относительно тёплой зимой (Dfb в классификации Кёппена).
Часовой пояс
Хутор Отруба, как и вся Курская область, находится в часовой зоне МСК (московское время). Смещение применяемого времени относительно UTC составляет +3:00.

## Население
| 2002 | 2010 |
| ---- | ---- |
| 0    | →0   |

## Транспорт
Отруба находится в 3 км к юго-востоку от автодороги регионального значения 38К-040 (Хомутовка — Рыльск — Глушково — Тёткино — граница с Украиной), в 3 км от автодороги межмуниципального значения 38Н-123 (Карыж — ст. Неониловка возле одноимённого села — граница с Украиной), в 18 км от ближайшего ж/д остановочного пункта Неониловка (линия Хутор-Михайловский — Ворожба).
В 168 км от аэропорта имени В. Г. Шухова (недалеко от Белгорода).